# Паович, Сандра
Сандра Паович (хорв. Sandra Paović, родилась 15 апреля 1983 года в Вуковаре) — хорватская теннисистка (игрок в настольный теннис, выступавшая на Олимпийских играх 2008 года и Паралимпийских играх 2016 года. Чемпионка Паралимпийских игр 2016 года, паралимпийская чемпионка мира 2014 года и паралимпийская чемпионка Европы 2013 и 2015 годов в одиночных разрядах. Лучшая паралимпийская теннисистка (настольный теннис) 2014 года по версии ITTF.

## Биография
Родилась в Вуковаре, детство провела в общине Борово. Во время войны в Хорватии переехала с семьёй в Союзную Республику Югославию, осев с родителями в воеводинском городе Змаево. Начала карьеру игрока в настольный теннис в местном клубе, выступала за команду Югославии. Бронзовый призёр чемпионата Европы 1996 года среди юниорок в парном разряде, в 1997 году представляла Югославию на Средиземноморских играх.
В 1998 году семья вернулась в Хорватию, за которую Сандра стала выступать. На юниорском чемпионате Европы 1998 года выиграла золотые медали в одиночном, командном и смешанном разряда за Хорватии. Начала клубную карьеру, в 2000 году стала бронзовым призёром чемпионата Европы в миксте, в 2003 и 2005 годах становилась серебряным призёром в командном первенстве. Выступала в 2005—2007 годах в Германии за команду «Анрохт», позже играла за французский «Мондевилль». В 2008 году стала бронзовым призёром чемпионата Европы в командном первенстве, а в том же году на Олимпиаде в Пекине дошла до второго раунда, проиграв представительнице Испании Шэн Янфэй. В командном первенстве её сборная не вышла из группы и не попала в медальный раунд.
30 января 2009 года под Парижем команда клуба «Мондевилль» попала в автокатастрофу: клубный автобус перевернулся на дорог. Если многие её одноклубницы отделались лёгкими повреждениями, то Сандра, находившаяся на правом заднем сиденье, получила опасные травмы и находилась на грани гибели. Из-за повреждений спинного мозга у неё были парализованы руки и ноги, и врачи давали неутешительные прогнозы, сводя шансы Сандры двигать руками и ногами к минимуму. Однако интенсивное лечение на протяжении года во Франции, а с апреля и в швейцарском Люцерне, где Сандре сделали несколько операций, помогло спасти девушку. 19 декабря 2009 года после завершения первой стадии реабилитации Сандра вернулась в Вуковар: на её лечение деньги собирали буквально всем миром. В 2009 году Сандре присудили премию «Гордость Хорватии».
После возвращения Сандра переключилась на паралимпийский настольный теннис и стала выступать в классе C6 (лица, перенёсшие травму спинного мозга). Как паралимпийская спортсменка она выступила в 2013 году на чемпионате Европы в Линьяно, выиграв золотую медаль в одиночном разряде. Через год победила в Пекине в одиночном разряде, ещё через год выиграла чемпионат Европы в Вейле. На Паралимпиаде 2016 года в Рио-де-Жанейро числилась безоговорочным фаворитом, выиграв в итоге в финале у немки Штефани Гребе.
29 июля 2014 года Сандра вышла замуж за Даниэля Лазова. На свадьбе присутствовал мэр Загреба Милан Бандич.